# Chelmonops curiosus
Chelmonops curiosus är en fiskart som beskrevs av Kuiter, 1986. Chelmonops curiosus ingår i släktet Chelmonops och familjen Chaetodontidae. IUCN kategoriserar arten globalt som livskraftig. Inga underarter finns listade i Catalogue of Life.